# Edmund Petersen
Edmund Petersen var en dansk skuespiller som har medvirket i et mindre antal stumfilm i årene mellem 1912 og 1914. Han var en overgang gift med skuespillerinde Elna From indtil ægteskabet blev opløst.

## Filmografi
- Storstadens Hyæne (som teaterbudet; instruktør Knud Lumbye, 1912)
- Fæstningsplan Nr. 612 (som Radamés, en ægypter; ukendt instruktør, 1912)
- Livets Tragedie (som sagfører Friis; ukendt instruktør, 1912)
- Pigen fra Landsbyen (1912)
- Den røde Hertug (som Sir Hugh Malcolm, slotsejer; ukendt instruktør, 1913)
- Blodhævnen (som Elkan, sigøjner; ukendt instruktør, 1913)
- Under det sorte Flag (som Senor Aguilar, en rig købmand; ukendt instruktør, 1913)
- Den sidste Rose (som Winge, præst i Fjordby; ukendt instruktør, 1913)
- Du skal angre (som Reinhold, læge; ukendt instruktør, 1914)
- Mara-Onga (som Lochsley, Georges ven; ukendt instruktør, 1914)
- Den Dødes Forbandelse (som Adolfo Karolinko, artist; ukendt instruktør, 1914)